# ورکینگ تایتل فیلمز
ورکینگ تایتل فیلمز (انگلیسی: Working Title Films) یک شرکت فیلم‌سازی در لندن، انگلستان است. این استودیو در ۱۹۸۳ تأسیس شده و زیرمجموعه یونیورسال استودیوز و بخشی از شرکت کامکست محسوب می‌شود.

## فیلم‌شناسی

### دهه ۱۹۸۰
| تاریخ انتشار   | فیلم                     | توضیحات                           |
| -------------- | ------------------------ | --------------------------------- |
| ۱۵ نوامبر ۱۹۸۵ | رختشویخانه زیبای من      | به‌همراه Channel Four Films        |
| ۲۴ ژوئیه ۱۹۸۷  | کاش اینجا بودی           | به‌همراه Channel Four Films        |
| ۳۰ اکتبر ۱۹۸۷  | Sammy and Rosie Get Laid | به‌همراه Channel Four Films        |
| ۱۳ آوریل ۱۹۸۹  | The Tall Guy             | به‌همراه London Weekend Television |

### دهه ۱۹۹۰
| تاریخ انتشار    | فیلم                         | توضیحات                                                                                    |
| --------------- | ---------------------------- | ------------------------------------------------------------------------------------------ |
| ۲۷ ژوئیه ۱۹۹۰   | Chicago Joe and the Showgirl | به‌همراه PolyGram Filmed Entertainment and نیو لاین سینما                                   |
| ۱۹ آوریل ۱۹۹۱   | Drop Dead Fred               | به‌همراه PolyGram Filmed Entertainment and نیو لاین سینما                                   |
| ۲۱ اوت ۱۹۹۱     | بارتون فینک                  | به‌همراه فاکس قرن بیستم                                                                     |
| ۷ اوت ۱۹۹۲      | London Kills Me              | به‌همراه PolyGram Filmed Entertainment and Fine Line Features                               |
| ۴ سپتامبر ۱۹۹۲  | باب رابرتس                   | به‌همراه PolyGram Filmed Entertainment, پارامونت پیکچرز، میرامکس and آرتیسان اینترتیمنت     |
| ۲۳ آوریل ۱۹۹۳   | Map of the Human Heart       | به‌همراه PolyGram Filmed Entertainment and میرامکس                                          |
| ۱۴ مه ۱۹۹۳      | Posse                        | به‌همراه PolyGram Filmed Entertainment and گرامرسی پیکچرز                                   |
| ۸ اکتبر ۱۹۹۳    | The Young Americans          | به‌همراه PolyGram Filmed Entertainment and آرتیسان اینترتیمنت                               |
| ۴ فوریه ۱۹۹۴    | Romeo Is Bleeding            | به‌همراه PolyGram Filmed Entertainment and گرامرسی پیکچرز                                   |
| ۹ مارس ۱۹۹۴     | چهار عروسی و یک تشییع جنازه  | به‌همراه PolyGram Filmed Entertainment Channel Four Films and گرامرسی پیکچرز                |
| ۱۱ مارس ۱۹۹۴    | وکیل هادساکر                 | به‌همراه PolyGram Filmed Entertainment, برادران وارنر and Silver Pictures                   |
| ۳ مه ۱۹۹۵       | Panther                      | به‌همراه PolyGram Filmed Entertainment and گرامرسی پیکچرز                                   |
| ۵ مه ۱۹۹۵       | بوسه فرانسوی                 | به‌همراه PolyGram Filmed Entertainment and فاکس قرن بیستم                                   |
| ۲۹ سپتامبر ۱۹۹۵ | Moonlight and Valentino      | به‌همراه PolyGram Filmed Entertainment and گرامرسی پیکچرز                                   |
| ۲۹ دسامبر ۱۹۹۵  | راه رفتن مرد مرده            | به‌همراه PolyGram Filmed Entertainment and گرامرسی پیکچرز                                   |
| ۸ مارس ۱۹۹۶     | فارگو                        | به‌همراه PolyGram Filmed Entertainment and گرامرسی پیکچرز                                   |
| ۲۲ مارس ۱۹۹۶    | Land and Freedom             | به‌همراه PolyGram Filmed Entertainment and گرامرسی پیکچرز                                   |
| ۲۰ سپتامبر ۱۹۹۶ | Loch Ness                    | به‌همراه PolyGram Filmed Entertainment and گرامرسی پیکچرز                                   |
| ۵ دسامبر ۱۹۹۷   | وام‌گیرندگان                  | به‌همراه PolyGram Filmed Entertainment and گرامرسی پیکچرز                                   |
| ۷ مارس ۱۹۹۷     | روز هشتم                     | به‌همراه PolyGram Filmed Entertainment and گرامرسی پیکچرز                                   |
| ۳ اکتبر ۱۹۹۷    | The MatchMaker               | به‌همراه PolyGram Filmed Entertainment and گرامرسی پیکچرز                                   |
| ۷ نوامبر ۱۹۹۷   | بین                          | به‌همراه PolyGram Filmed Entertainment, Tiger Aspect Productions and گرامرسی پیکچرز         |
| ۶ مارس ۱۹۹۸     | لبوفسکی بزرگ                 | به‌همراه PolyGram Filmed Entertainment and گرامرسی پیکچرز                                   |
| ۲۲ نوامبر ۱۹۹۸  | الیزابت                      | به‌همراه PolyGram Filmed Entertainment, استودیوکانال، Channel Four Films and گرامرسی پیکچرز |
| ۲۹ ژانویه ۱۹۹۹  | The Hi-Lo Country            | به‌همراه PolyGram Filmed Entertainment and گرامرسی پیکچرز                                   |
| ۲۸ مه ۱۹۹۹      | ناتینگ هیل                   | به‌همراه PolyGram Filmed Entertainment, استودیوکانال and یونیورسال استودیوز                 |
| ۱ اکتبر ۱۹۹۹    | Plunkett & Macleane          | به‌همراه استودیوکانال، PolyGram Filmed Entertainment and گرامرسی پیکچرز                     |

### دهه ۲۰۰۰
| تاریخ انتشار    | فیلم                    | توضیحات                                                               |
| --------------- | ----------------------- | --------------------------------------------------------------------- |
| ۳۱ مارس ۲۰۰۰    | وفاداری بزرگ            | به‌همراه تاچ‌استون پیکچرز                                               |
| ۱۳ اکتبر ۲۰۰۰   | بیلی الیوت              | به‌همراه بی‌بی‌سی فیلمز، Tiger Aspect Productions and استودیوکانال       |
| ۲ دسامبر ۲۰۰۰   | ای برادر، کجایی؟        | به‌همراه تاچ‌استون پیکچرز، یونیورسال استودیوز and استودیوکانال          |
| ۱۳ آوریل ۲۰۰۱   | خاطرات بریجت جونز       | به‌همراه یونیورسال استودیوز، استودیوکانال and میرامکس                  |
| ۱۷ اوت ۲۰۰۱     | ماندولین کاپیتان کارولی | به‌همراه یونیورسال استودیوز، استودیوکانال and میرامکس                  |
| ۲ نوامبر ۲۰۰۱   | مردی که آنجا نبود       | به‌همراه فوکس فیچرز، گرامرسی پیکچرز and Good Machine                   |
| ۱ مارس ۲۰۰۲     | 40 Days and 40 Nights   | به‌همراه یونیورسال استودیوز، استودیوکانال and میرامکس                  |
| ۲۲ مارس ۲۰۰۲    | علی جی اینداهوس         | به‌همراه یونیورسال استودیوز and استودیوکانال                           |
| ۱۷ مه ۲۰۰۲      | درباره یک پسر           | به‌همراه یونیورسال استودیوز، استودیوکانال and TriBeCa Productions      |
| ۱۸ ژوئیه ۲۰۰۳   | جانی اینگلیش            | به‌همراه یونیورسال استودیوز and استودیوکانال                           |
| ۲۸ اکتبر ۲۰۰۳   | مرگ طولانی              | به‌همراه یونیورسال استودیوز and فوکس فیچرز                             |
| ۱۴ نوامبر ۲۰۰۳  | در واقع عشق             | به‌همراه یونیورسال استودیوز، استودیوکانال and دی‌ان‌ای فیلمز             |
| ۲۶ مارس ۲۰۰۴    | ند کلی                  | به‌همراه فوکس فیچرز and استودیوکانال                                   |
| ۳۰ ژوئیه ۲۰۰۴   | Thunderbirds            | به‌همراه استودیوکانال and یونیورسال استودیوز                           |
| ۱۷ سپتامبر ۲۰۰۴ | ویمبلدون                | به‌همراه یونیورسال استودیوز and استودیوکانال                           |
| ۲۴ سپتامبر ۲۰۰۴ | شان می‌میرد              | به‌همراه یونیورسال استودیوز، استودیوکانال and Rogue Pictures           |
| ۱۹ نوامبر ۲۰۰۴  | نکته باریک              | به‌همراه یونیورسال استودیوز، استودیوکانال and میرامکس                  |
| ۴ فوریه ۲۰۰۵    | Rory O'Shea Was Here    | به‌همراه فوکس فیچرز and استودیوکانال                                   |
| ۲۲ آوریل ۲۰۰۵   | مترجم                   | به‌همراه یونیورسال استودیوز and استودیوکانال                           |
| ۲۳ نوامبر ۲۰۰۵  | غرور و تعصب             | به‌همراه فوکس فیچرز and استودیوکانال                                   |
| ۲۷ ژانویه ۲۰۰۶  | ننی مک‌فی                | به‌همراه یونیورسال استودیوز، استودیوکانال and مترو گلدوین مایر         |
| ۲۸ آوریل ۲۰۰۶   | یونایتد ۹۳              | به‌همراه یونیورسال استودیوز and استودیوکانال                           |
| ۲۷ اکتبر ۲۰۰۶   | Catch a Fire            | به‌همراه فوکس فیچرز and استودیوکانال                                   |
| ۲۶ ژانویه ۲۰۰۷  | آس‌های دودی              | به‌همراه یونیورسال استودیوز and استودیوکانال                           |
| ۲۴ مارس ۲۰۰۷    | تعطیلات مستر بین        | به‌همراه یونیورسال استودیوز، استودیوکانال and Tiger Aspect Productions |
| ۲۰ آوریل ۲۰۰۷   | پلیس خفن                | به‌همراه یونیورسال استودیوز and استودیوکانال                           |
| ۱۲ اکتبر ۲۰۰۷   | الیزابت: دوران طلایی    | به‌همراه یونیورسال استودیوز and استودیوکانال                           |
| ۴ ژانویه ۲۰۰۸   | تاوان                   | به‌همراه یونیورسال استودیوز and استودیوکانال                           |
| ۱۴ فوریه ۲۰۰۸   | قطعاً، شاید              | به‌همراه یونیورسال استودیوز and استودیوکانال                           |
| ۱۲ سپتامبر ۲۰۰۸ | بخوان و بسوزان          | به‌همراه فوکس فیچرز، Relativity Media and استودیوکانال                 |
| ۵ دسامبر ۲۰۰۸   | فراست/نیکسون            | به‌همراه یونیورسال استودیوز، Imagine Entertainment and استودیوکانال    |
| ۱۷ آوریل ۲۰۰۹   | وضعیت فعلی              | به‌همراه یونیورسال استودیوز and استودیوکانال                           |
| ۲ اکتبر ۲۰۰۹    | یک مرد جدی              | به‌همراه فوکس فیچرز، Relativity Media and استودیوکانال                 |
| ۱۳ نوامبر ۲۰۰۹  | The Boat That Rocked    | به‌همراه یونیورسال استودیوز and استودیوکانال                           |

### دهه ۲۰۱۰
| تاریخ انتظار    | فیلم                            | توضیحات |
| --------------- | ------------------------------- | --- |
| ۱۲ مارس ۲۰۱۰    | منطقه سبز                       | به‌همراه یونیورسال استودیوز and استودیوکانال                                                                    |
| ۲۰ اوت ۲۰۱۰     | ننی مک‌فی و بیگ بنگ              | به‌همراه یونیورسال استودیوز and استودیوکانال                                                                    |
| ۱۸ مارس ۲۰۱۱    | پل                              | به‌همراه یونیورسال استودیوز and استودیوکانال                                                                    |
| ۱۲ اوت ۲۰۱۱     | Senna                           | به‌همراه یونیورسال استودیوز and استودیوکانال                                                                    |
| ۲۱ اکتبر ۲۰۱۱   | جانی اینگلیش دوباره متولد می‌شود | به‌همراه یونیورسال استودیوز and استودیوکانال                                                                    |
| ۹ دسامبر ۲۰۱۱   | بندزن خیاط سرباز جاسوس          | به‌همراه فوکس فیچرز and استودیوکانال                                                                            |
| ۱۳ ژانویه ۲۰۱۲  | قاچاق                           | به‌همراه یونیورسال استودیوز and استودیوکانال                                                                    |
| ۳ فوریه ۲۰۱۲    | معجزه بزرگ                      | به‌همراه یونیورسال استودیوز and استودیوکانال                                                                    |
| ۱۶ نوامبر ۲۰۱۲  | آنا کارنینا                     | به‌همراه فوکس فیچرز and استودیوکانال                                                                            |
| ۲۵ دسامبر ۲۰۱۲  | بینوایان                        | به‌همراه یونیورسال استودیوز، Relativity Media and Cameron Mackintosh, Ltd.                                      |
| ۸ فوریه ۲۰۱۳    | I Give It a Year                | به‌همراه استودیوکانال                                                                                           |
| ۲۳ اوت ۲۰۱۳     | ته دنیا                         | به‌همراه یونیورسال استودیوز and استودیوکانال                                                                    |
| ۲۸ اوت ۲۰۱۳     | مدار بسته                       | به‌همراه فوکس فیچرز                                                                                             |
| ۲۷ سپتامبر ۲۰۱۳ | شتاب (فیلم ۲۰۱۳)                | به‌همراه یونیورسال استودیوز، Imagine Entertainment, Exclusive Media , Cross Creek Pictures and Revolution Films |
| ۹ اکتبر ۲۰۱۴    | زباله                           | به‌همراه استودیوکانال، O2 Filmes and PeaPie Films                                                               |
| ۸ نوامبر ۲۰۱۳   | درباره زمان                     | به‌همراه یونیورسال استودیوز and استودیوکانال                                                                    |
| ۷ نوامبر ۲۰۱۴   | نظریه همه‌چیز                    | به‌همراه فوکس فیچرز                                                                                             |
| ۲۸ اوت ۲۰۱۵     | ما دوستان تو هستیم              | به‌همراه برادران وارنر، استودیوکانال and رت‌پک انترتینمنت                                                        |
| ۱۸ سپتامبر ۲۰۱۵ | اورست                           | به‌همراه یونیورسال استودیوز، Walden Media and Cross Creek Pictures                                              |
| ۲۰ نوامبر ۲۰۱۵  | افسانه                          | به‌همراه یونیورسال استودیوز، استودیوکانال، Cross Creek Pictures and AntonCapital Entertainment                  |
| ۲۷ نوامبر ۲۰۱۵  | دختر دانمارکی                   | به‌همراه Pretty Pictures, Revision Pictures, Senator Global Productions, یونیورسال استودیوز and فوکس فیچرز      |
| ۵ فوریه ۲۰۱۶    | درود بر سزار!                   | به‌همراه یونیورسال استودیوز                                                                                     |
| ۱۱ مارس ۲۰۱۶    | گریمزبی                         | به‌همراه کلمبیا پیکچرز، ویلیج رودشو پیکچرز and Big Talk Productions                                             |
| ۱۸ مارس ۲۰۱۶    | طرح                             | به‌همراه استودیوکانال                                                                                           |
| ۱۶ سپتامبر ۲۰۱۶ | بچه بریجت جونز                  | به‌همراه استودیوکانال، میرامکس و یونیورسال استودیوز                                                             |